# Bonagia
Bonagia è una frazione marinara del comune di Valderice, in provincia di Trapani.

## Storia
L'origine del toponimo sembrerebbe essere di epoca bizantina e deriverebbe da "Panaghia", attributo che i Bizantini riferivano alla Madonna (il significato sarebbe letteralmente quello di "tutta santa", quindi Santissima), forse in riferimento ad una primitiva chiesetta da loro costruita in quei territori dedicata proprio alla Madonna. Altre fonti invece riportano l'esistenza di una chiesa dedicata ad Ognissanti, e anche ciò spiegherebbe il toponimo bizantino. Certo è che anche gli Arabi approdarono in quei luoghi, il cui nome fu corrotto in "Abù Nagià", col significato di porto sicuro.
Parte del comune di Monte San Giuliano fino al 1934, poi del comune di Erice, fino al 1955, quando con la nascita del comune di Valderice, fu accorpato a quest'ultimo.

## Geografia fisica

### Territorio
Si affaccia sul mare, nel golfo omonimo. Il suo territorio si estende dalla estremità della frazione ericina di Pizzolungo, all'altezza dell'insenatura denominata "nono chilometro" fino a Monte Cofano, in territorio di Custonaci. 
Si trova a circa 4 km dal capoluogo comunale e conta 971 abitanti; è famosa per lo specchio di mare su cui si affaccia per un'antica tonnara, per il caratteristico porticciolo, con 200 posti barca e per l'antica torre Saracena, oggi sede del Museo delle Attività Marinare. 
Storicamente è stato uno degli sbocchi a mare dell'agro ericino, e luogo di cui molte civiltà, come quella romana o araba, fecero approdo. 
Fino al 28 gennaio 1955 ha fatto parte del comune di Erice

## La tonnara

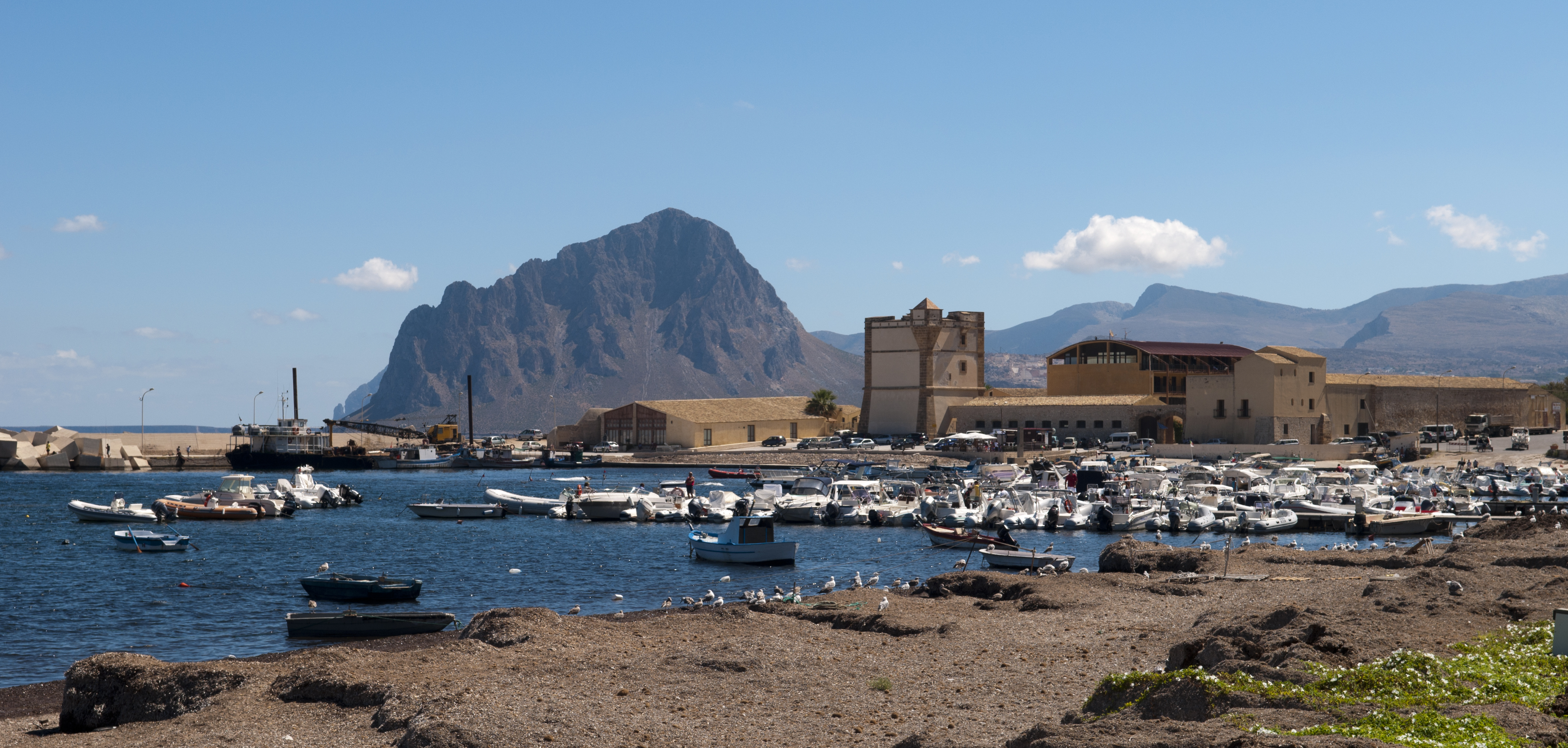
Il porticciolo e la tonnara

Situata in un luogo reso celebre dalla notizia, tramandata da Fazello, come da altri antichi storici, del seppellimento avvenuto di Anchise, padre di Enea, la Tonnara di Bonagia è tra le più antiche e pregevoli, già in attività nel 1266 sotto gli Angioini.
L'attuale costruzione non è, tuttavia, la stessa magnificata dallo studioso: nel giugno del 1624, infatti, una banda di pirati mise a ferro e fuoco la Tonnara distruggendone, appunto, l'intero impianto.
Sulle sue macerie venne subito ricostruita, secondo il disegno della precedente, quella che, ancora oggi, possiamo ammirare e che fu terminata nel 1626, come testimonia la data scolpita sull'architrave della porta d'ingresso. Venne costruita adottando la struttura tipica del baglio: vi era una grande corte centrale circondata da varie costruzioni, come i sopraelevati appartamenti del rais, e a sinistra dell'ingresso, gli alloggi della ciurma e quelli dei contadini.
All'origine la Tonnara di Bonagia fu proprietà della Regia Corte e tale rimase fino al 1638, quando venne venduta al Barone D. Antonino Stella; passata, in seguito, di proprietà in proprietà, rimase in possesso dei Duchi di Castel di Mirto fin quando non fu ceduta alla costituenda Opera Pia di Casteldimirto.
Subì un periodo d'abbandono che terminò nel 1876 quando venne riattivata e riportata alla produttività.
Quindi, l'amministrazione venne assunta dall'Ospedale Fate Bene Fratelli di Palermo, il quale nel 1923 la vendette per l'importo di tre milioni circa alla Fenicia — S.p.A. di pesca di Trapani. 
La tonnara, nel tempo, appartenne tra le altre, alle famiglie trapanesi Naso, Monroy, Platamone, Statella, Burgarella e Fardella di Mokarta. 
Nel 1973 i diritti di pesca e i natanti furono acquistati dall’imprenditore Nino Castiglione che continuò a svolgere annualmente la mattanza fino al 1979 quando, consorziata con la Tonnara San Cusumano e San Giuliano Palazzo, l’impianto di pesca venne spostato sulla zona di mare antistante San Giuliano. L’ultima mattanza si svolse nel 2003.
All'interno della Tonnara c'è una Cappella edificata nel 1749 da Antonio Stella, Barone di Bonagia, a protezione delle continue incursioni piratesche. Al suo interno il Crocifisso ligneo, che dopo diverse vicende fu collocato dal rais Saroro Renda sull'altare della Chiesetta. Il crocifisso è tutt'oggi oggetto di grande devozione popolare (la terza domenica di Luglio viene celebrata la festa).
Nei territori di pertinenza della tonnara, sulla riva, sono da tempo "conservate" e ridotte in stato di abbandono le antiche "muciare" (o muxare"), le imbarcazioni da cui il rais, durante la mattanza, governava e guidava le azioni dei pescatori.
Restaurata negli anni '90, è divenuta un resort, ed è anche sede del locale Museo delle Attività Marinare.

## Galleria d'immagini

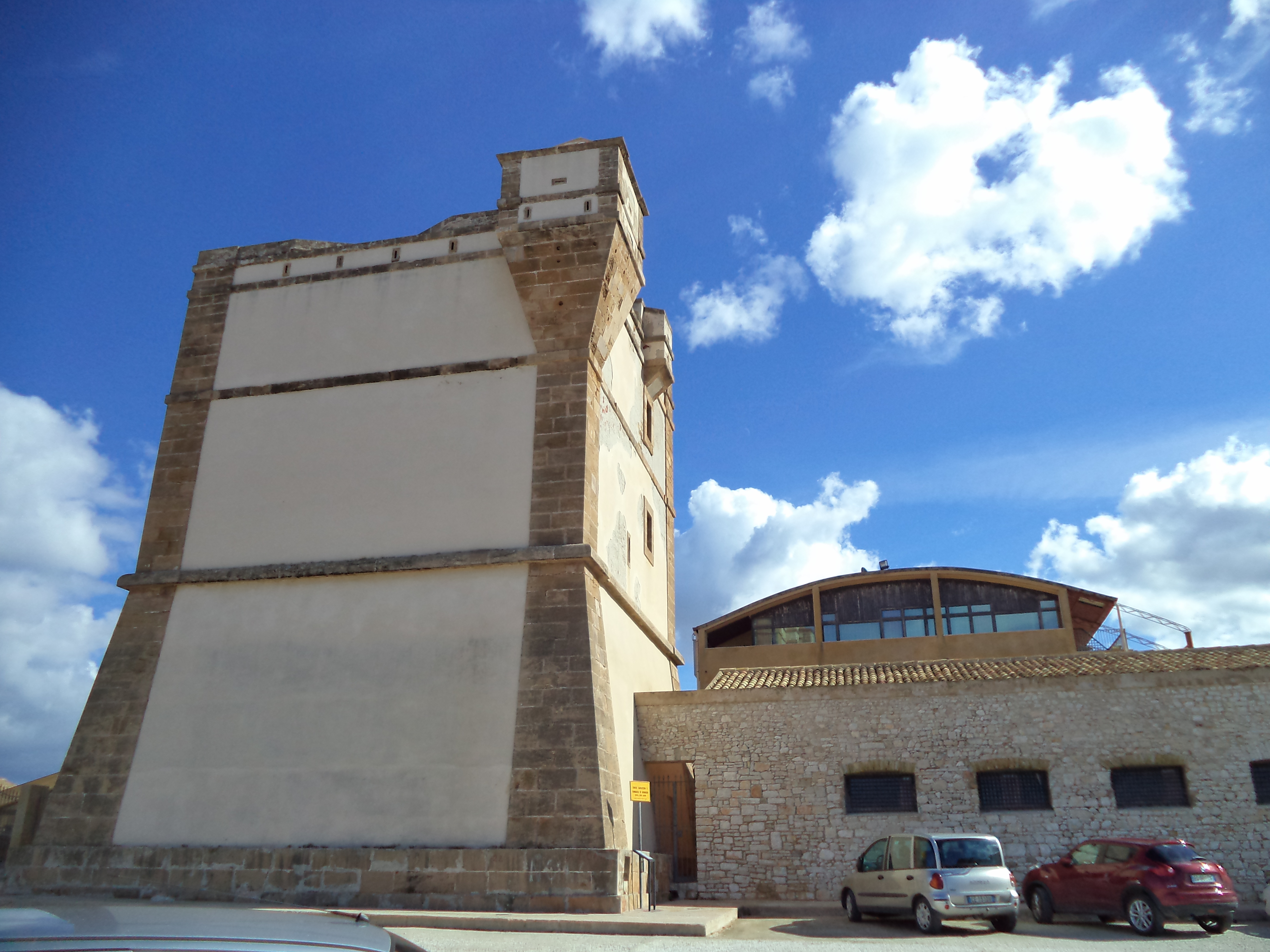
La torre Saracena della tonnara
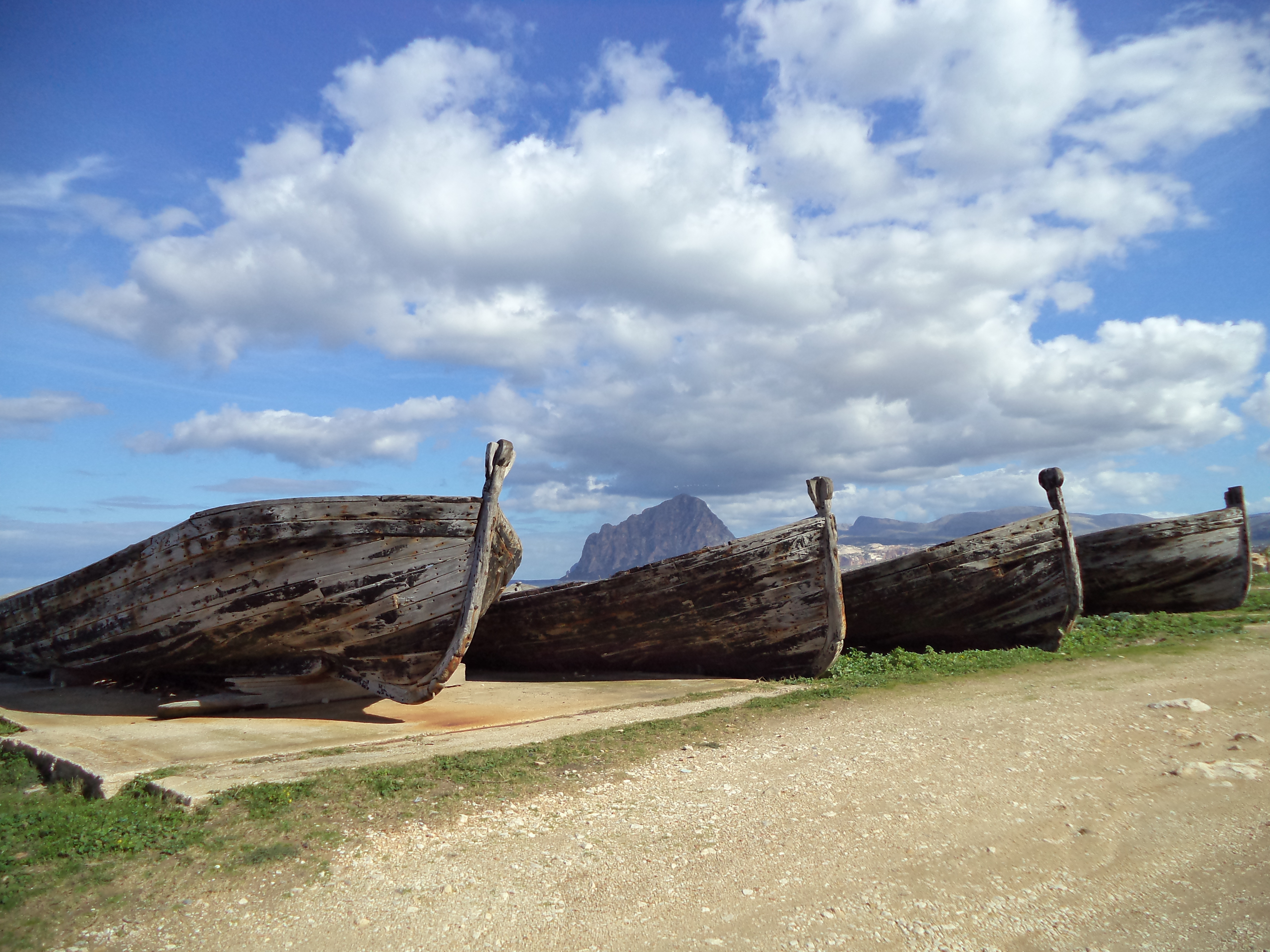
Le muciare di Bonagia
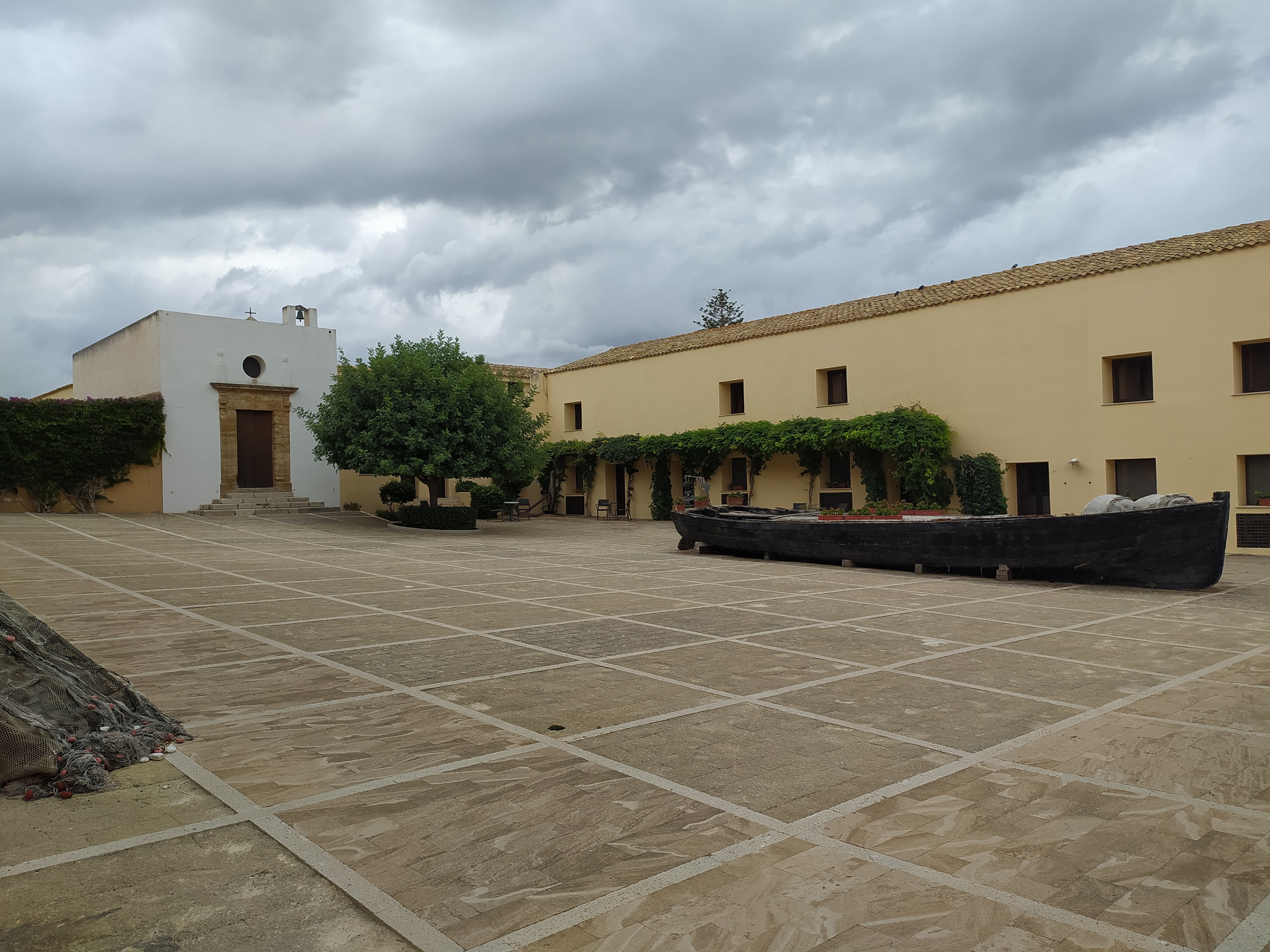
Cortile interno e cappella della tonnara
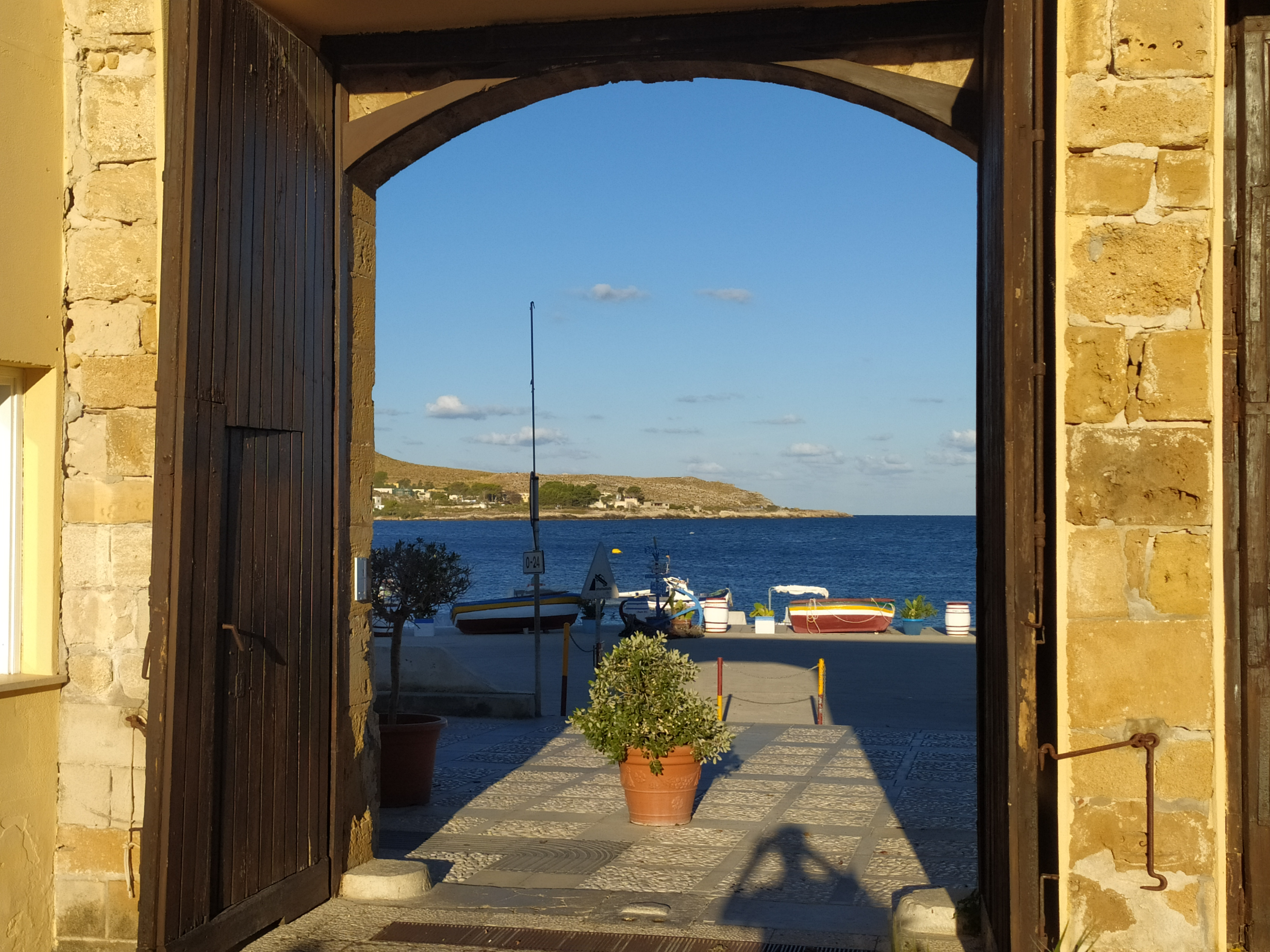
Porticciolo di Bonagia visto dall'interno della tonnara